# Campionati mondiali di canoa/kayak slalom 1983
I XVIII Campionati mondiali di canoa/kayak si slalom si sono svolti a Merano (Italia).

## Podi

### Uomini
| Evento        | Oro                                   | Perform. | Argento                              | Perform. | Bronzo                               | Perform. |
| Canoa         |                                       |          |                                      |          |                                      |          |
| C-1           | Stati Uniti Jon Lugbill               |          | Stati Uniti David Hearn              |          | Jugoslavia Joze Vidmar               |          |
| C-1 a squadre | Stati Uniti                           |          | Cecoslovacchia                       |          | Regno Unito                          |          |
| C-2           | Stati Uniti Lecky Haller Fritz Haller |          | Francia Pierre Calori Jacques Calori |          | Stati Uniti Steve Garvis Mike Garvis |          |
| C-2 a squadre | Cecoslovacchia                        |          | Stati Uniti                          |          | Regno Unito                          |          |
| Kayak         |                                       |          |                                      |          |                                      |          |
| K-1           | Regno Unito Richard Fox               |          | Germania Ovest Toni Prijon           |          | Germania Ovest Peter Micheler        |          |
| K-1 a squadre | Regno Unito                           |          | Germania Ovest                       |          | Cecoslovacchia                       |          |

### Donne
| Evento        | Oro                           | Perform. | Argento                   | Perform. | Bronzo                                 | Perform. |
| Kayak         |                               |          |                           |          |                                        |          |
| K-1           | Regno Unito Elizabeth Sharman |          | Regno Unito Jane Roderick |          | Francia Marie-Françoise Grange-Prigent |          |
| K-1 a squadre | Francia                       |          | Regno Unito               |          | Cecoslovacchia                         |          |

## Medagliere
| Posizione | Paese          | Oro | Argento | Bronzo | Totale |
| --------- | -------------- | --- | ------- | ------ | ------ |
| 1         | Regno Unito    | 3   | 2       | 2      | 7      |
| 2         | Stati Uniti    | 3   | 2       | 1      | 6      |
| 3         | Cecoslovacchia | 1   | 1       | 2      | 4      |
| 4         | Francia        | 1   | 1       | 1      | 3      |
| 5         | Germania Ovest | 0   | 2       | 1      | 3      |
| 6         | Jugoslavia     | 0   | 0       | 1      | 1      |
| Totale    | Totale         | 8   | 8       | 8      | 24     |